# اسکار مونوز (هنرمند)
اسکار مونوز (انگلیسی: Oscar Muñoz؛ زادهٔ 1951 (age 66)) عکاس و هنرمند اهل کلمبیا است.